# Wieża Zhenhai (Kanton)

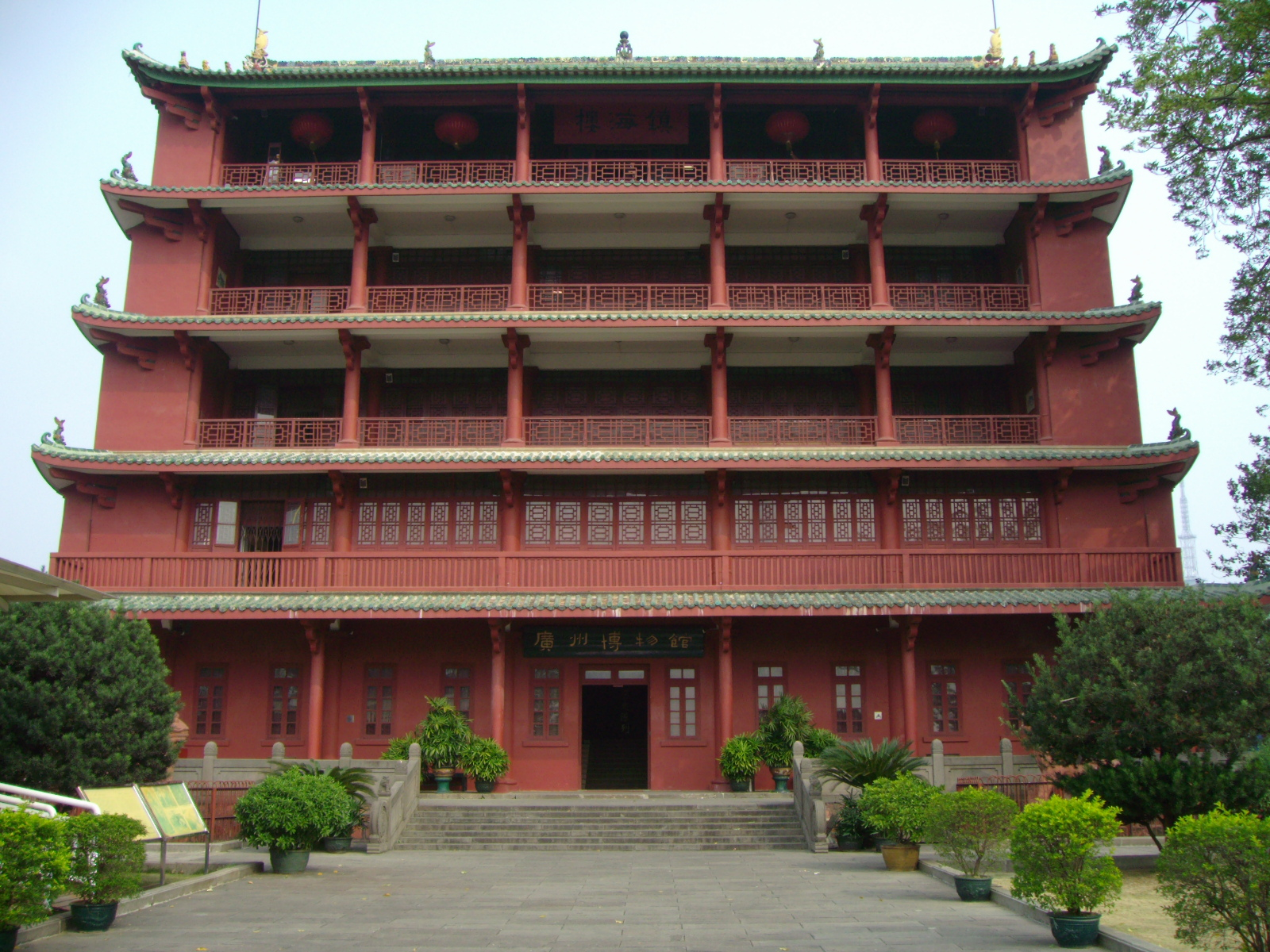
Wieża Zhenhai

Wieża Zhenhai (chiń. upr. 镇海楼; chiń. trad. 鎮海樓; pinyin Zhènhǎi Lóu), znana też pod nazwami Wanghai (望海楼) i Wuceng (五层楼) – zabytkowa wieża, znajdująca się na wzgórzu Yuexiu w Kantonie w Chinach. Zbudowana na planie prostokąta pięciopiętrowa budowla ma wysokość 28 metrów. Zewnętrzne ściany obłożone są czerwoną cegłą, zaś dachy wyłożono zielonymi płytkami. Obok wieży znajdują się brytyjskie działa z czasów wojen opiumowych i dwa kamienne lwy wykonane w czasach dynastii Ming.
Wzniesiona w 1380 roku przez miejscowego arystokratę Zhu Liangzu (朱亮祖) jako demonstracja jego potęgi. Włączona później w obręb nieistniejących już murów miejskich jako strażnica, jest jedyną zachowaną do dziś ich pozostałością. W 1928 roku budowla przeszła renowację, w trakcie której elementy drewniane zastąpiono betonowymi, zaś rok później otwarto w niej funkcjonujące do dziś muzeum miejskie.